# Žiguljovská vodní elektrárna
Žiguljovská vodní elektrárna (rusky Жигулёвская ГЭС, Kуйбышевская ГЭС, Волжская ГЭС имени Ленина ) je vodní dílo na řece Volha. Starší a stále rozšířený název je Kujbyševská vodní elektrárna. V době uvedení do provozu v roce 1958 byla druhou nejvýkonnější vodní elektrárnou na světě a je druhou nejvýkonnější vodní elektrárnou v Evropě.

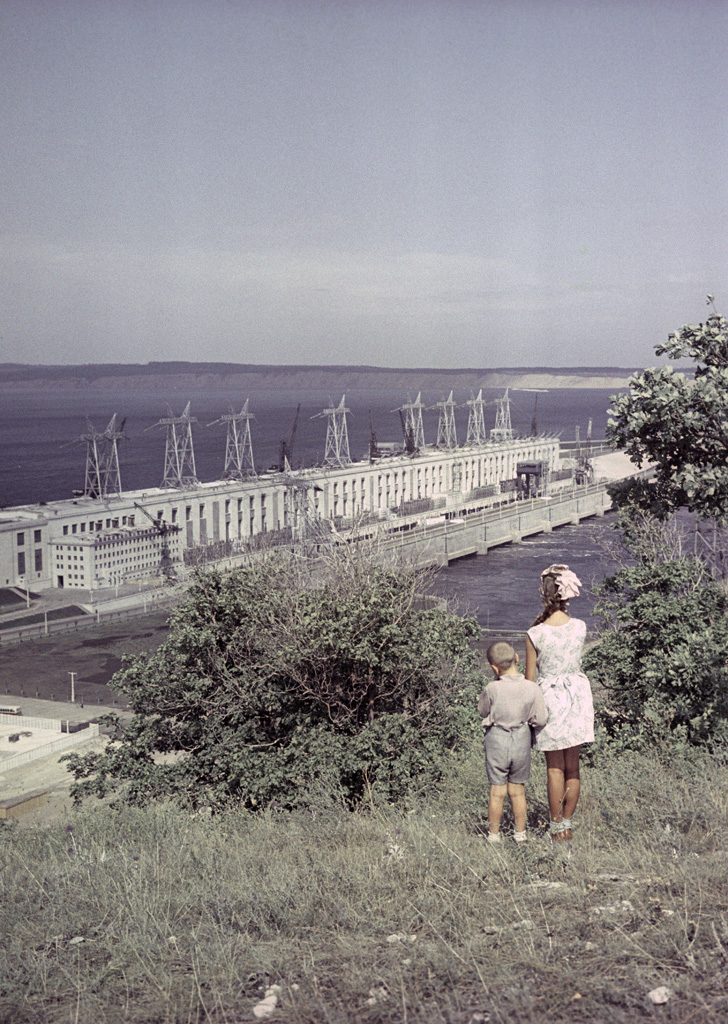
Rodina, mír a pokrok v nadějném roce 1958

## Všeobecné informace
Vodní dílo bylo postaveno v letech 1949–1958. Betonová část se skládá z 52 m vysoké a 980 m dlouhé přehrady. Součástí celkového přehrazení je sypaná hráz o délce 2800 m. Součástí systému je rybí přechod a zdymadlový systém. V elektrárně pracuje na spádu 21–22 m (stejný spád jako u Volžské elektrárny) 20 Kaplanových turbín s hltnostmi do 695 m³/s. Agregáty mají výkony 1×115 MW, 4×120 MW a 15×125,5 MW. Celkový instalovaný výkon je 2 477 MW a celková propustnost přes přelivy i turbíny je 75 574 m³/s. Průměrná roční výroba činí 10,370 miliard kWh.
Přehrada slouží jako silniční i železniční přemostění Volhy. Přehrazením řeky vznikla Kujbyševská přehradní nádrž.
Budování díla probíhalo ve stejné době spolu se sesterskou elektrárnou Stalingradskou, která nese v současnosti název Volžská vodní elektrárna. Ve stejné podobnosti, v jaké se vyskytují údaje historické, se nachází i údaje technické. Přehradní jezera obou elektráren pokrývají většinu toku Volhy i část jejího největšího přítoku Kamy. Obě elektrárny jsou součástí Volžsko-kamské kaskády, která je významnou součástí 500 kV sítě s účinným dosahem až k Moskevské oblasti a ke střednímu Uralu.
Zdymadlový systém se skládá ze dvou jednokomorových dvouřadých plavebních prostor umístěných na levém břehu. V levobřežní části je navíc umístěna výpust bahna o kapacitě 315 m³/s.
| 2006  | 2007   | 2008   | 2009   | 2010  | 2011  | 2012   | 2013   | 2014   | 2015   | 2016   | 2017   |
| ----- | ------ | ------ | ------ | ----- | ----- | ------ | ------ | ------ | ------ | ------ | ------ |
| 9 586 | 11 742 | 10 722 | 10 765 | 9 024 | 8 800 | 10 339 | 11 705 | 10 484 | 10 398 | 10 671 | 11 815 |

| 2006   | 2007   | 2008   | 2009   | 2010   | 2011   | 2012   | 2013   | 2014   | 2015   | 2016   | 2017   | 2018   |
| ------ | ------ | ------ | ------ | ------ | ------ | ------ | ------ | ------ | ------ | ------ | ------ | ------ |
| 11 307 | 13 537 | 11 817 | 11 853 | 10 260 | 10 426 | 11 626 | 12 839 | 11 566 | 10 999 | 11 841 | 13 941 | 13 235 |

Tabulka pro porovnání základních dat výstavby:
|                         | Žiguljovská               | Volžská                    |
| ----------------------- | ------------------------- | -------------------------- |
| Stanovení projektu      | 6. 10. 1949               | 6. 8. 1950                 |
| Začátek prací           | 14. 11. 1949              | 1. 1. 1951                 |
| Přehrazení toku         | 24. 10. 1955              | 31. 10. 1958               |
| Provoz prvního agregátu | 29. 12. 1955              | 22. 12. 1958               |
| Dosažení plného výkonu  | 14. 10. 1957              | 9. 12. 1960                |
| Uvedení do provozu      | 10. 8. 1958               | 10. 9. 1961                |
| Instalovaný výkon       | 2 478 MW                  | 2 744 MW                   |
| Přehradní nádrž         | Kujbyševská               | Volgogradská               |
| Předchozí názvy         | Volžská V.I.L Kujbyševská | Stalingradská Volgogradská |

Pro přehrazení veletoku bylo do koryta vhozeno 750 betonových kostek o hmotnosti 2,5 tun, dále 1 765 čtyřhranných betonových jehlanů o hmotnosti 10 tun a 24 000 m³ lámaného kamene. Přehrazení Volhy trvalo 19 hodin a 35 minut. K historickému přehrazení Volhy došlo při běžném podzimním průtoku 3 800 m³/s.

## Hydrologické poměry
V místech elektrárny již korytem protékají všechny vodné přítoky Volhy. Řeka zde prudce mění dosavadní směr k jihu, stáčí se k východu, vytváří obrovský meandr, téměř se vrací k původnímu místu a dále pak teče opět ve svém původním směru na jih. Toto místo bylo vyhledávanou oblastí milovníků řeky, u místních prahů vznikla i idea slavného obrazu Burlaci na Volze. Údolí zde patří mezi nejužší na celé délce Volhy. Průměrný průtok v době prvních úvah o energetickém využití se zde odhadoval přes 9 000 m³/s. To představuje na každý využitý metr spádu teoretický výkon přes 900 MW. Takové místo nemohlo pozornosti prvních projektantů uniknout. Ze tří možností byla nakonec jako ideální místo pro přehrazení pro spád 20–25 m vybráno město Stavropol na Volze.

## Architektura prvních projektů

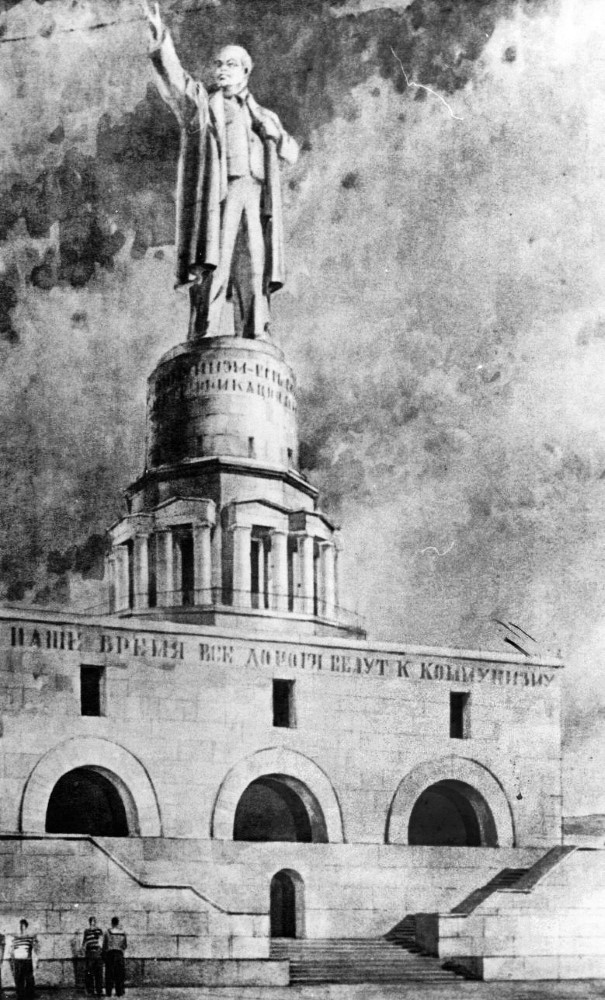

Velké vodní stavby svou objemností a hospodářským významem přitahovaly a přitahují dobovou propagandu na celém světě. Mimořádná velkolepost výzdoby technických zařízení pak právě v Sovětském svazu dosáhla svého maxima. Množství mramoru a prostoru společného díla měly vytvářet protiklad proti jednoduchosti soukromého bydlení.

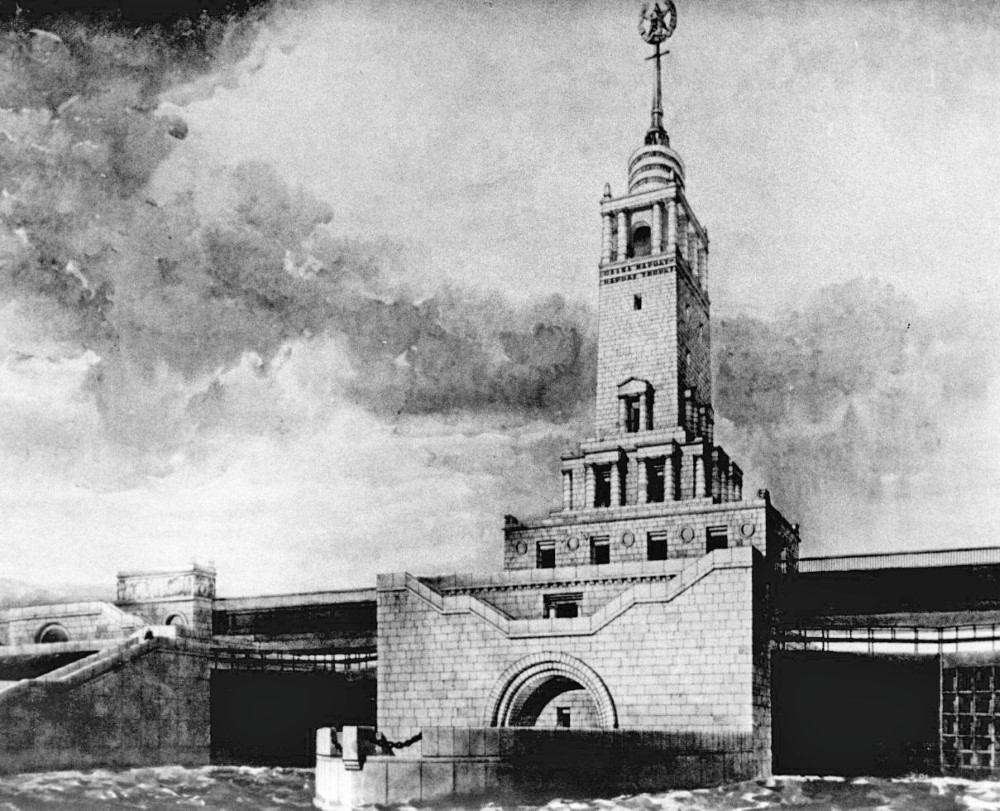
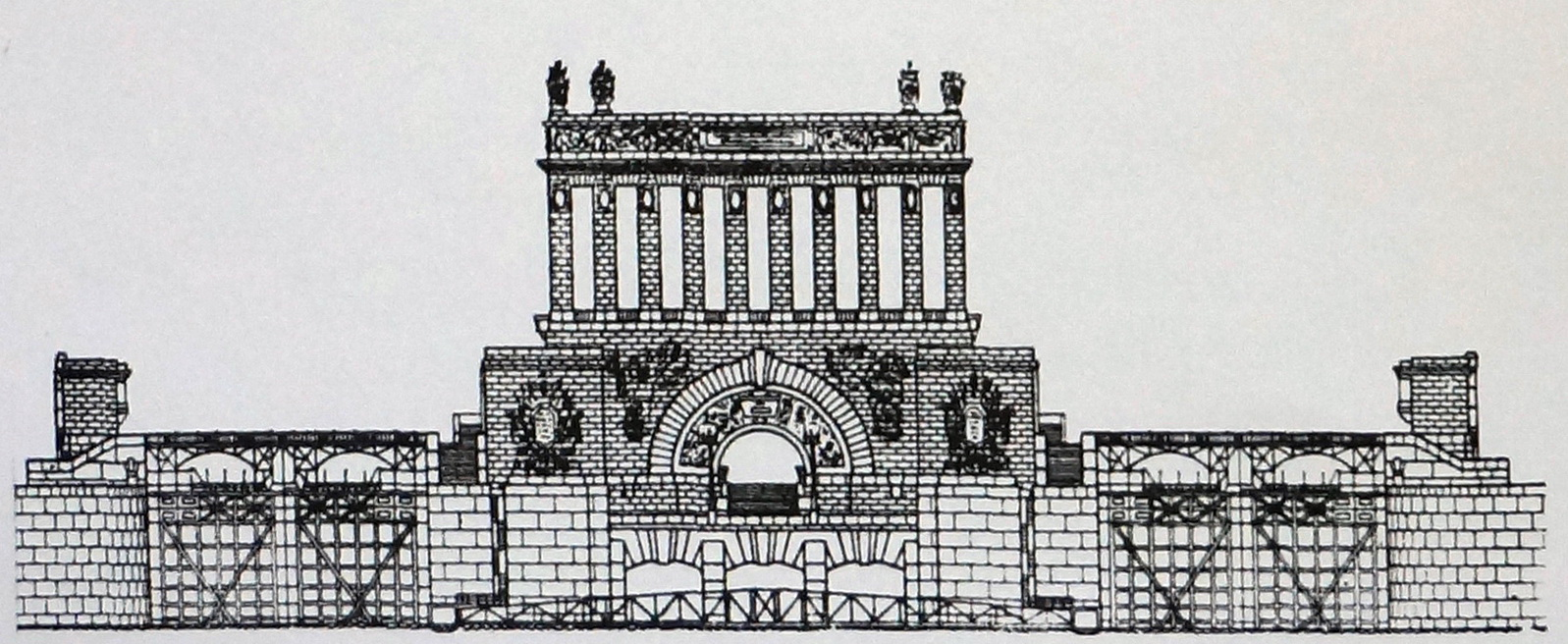
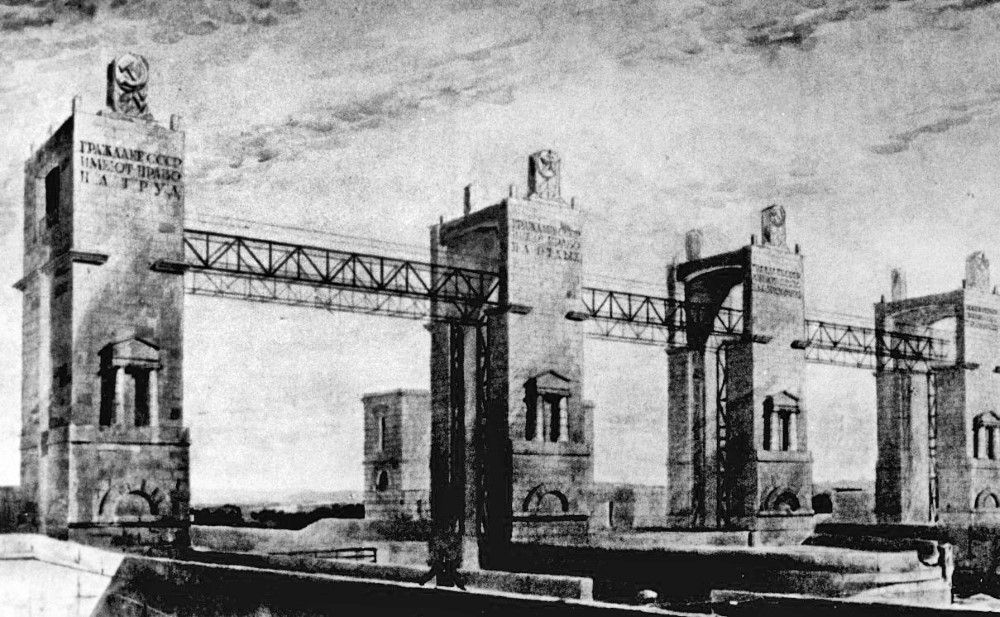
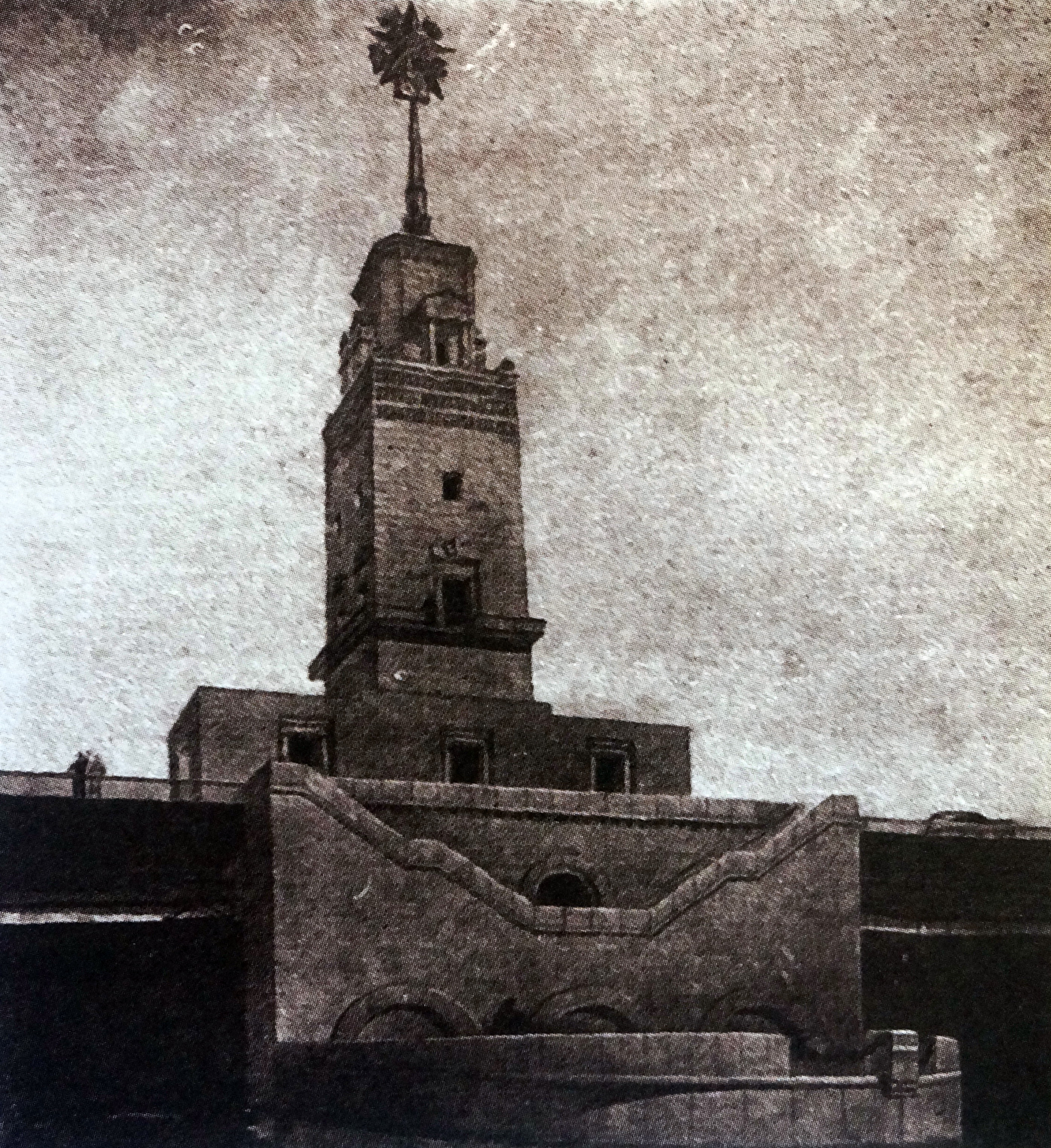
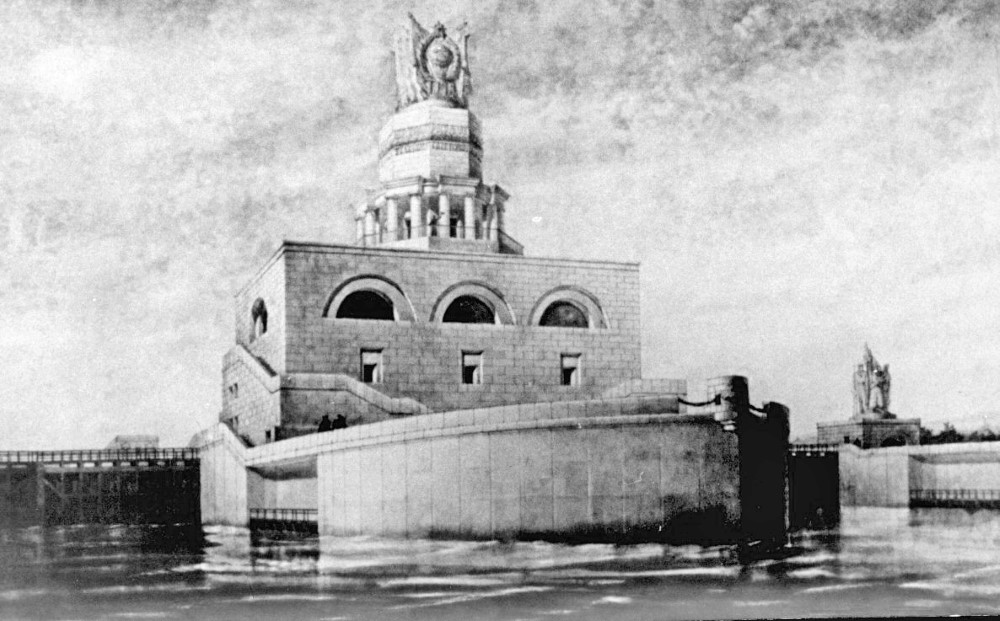
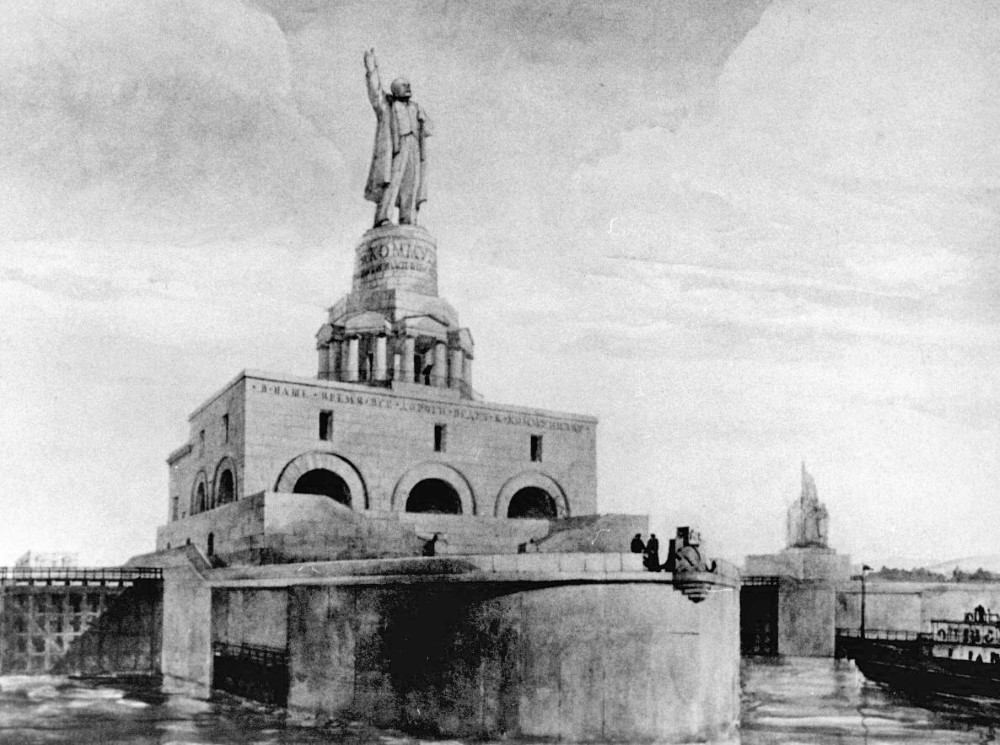
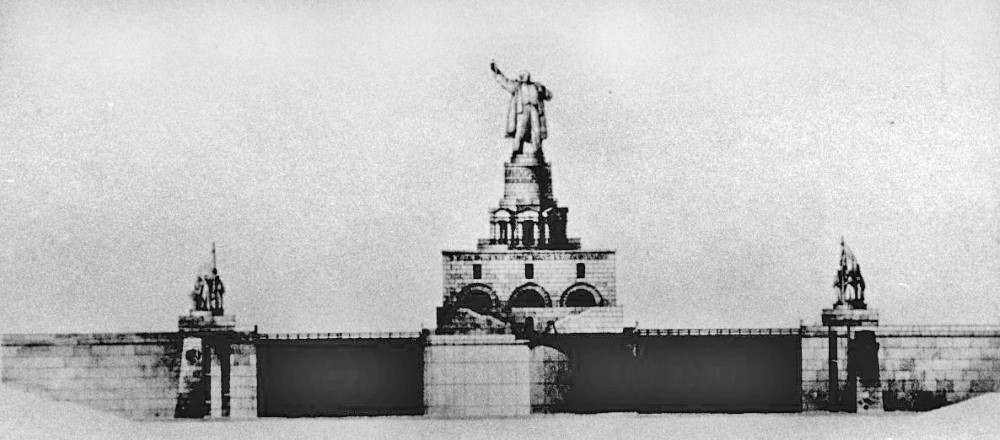
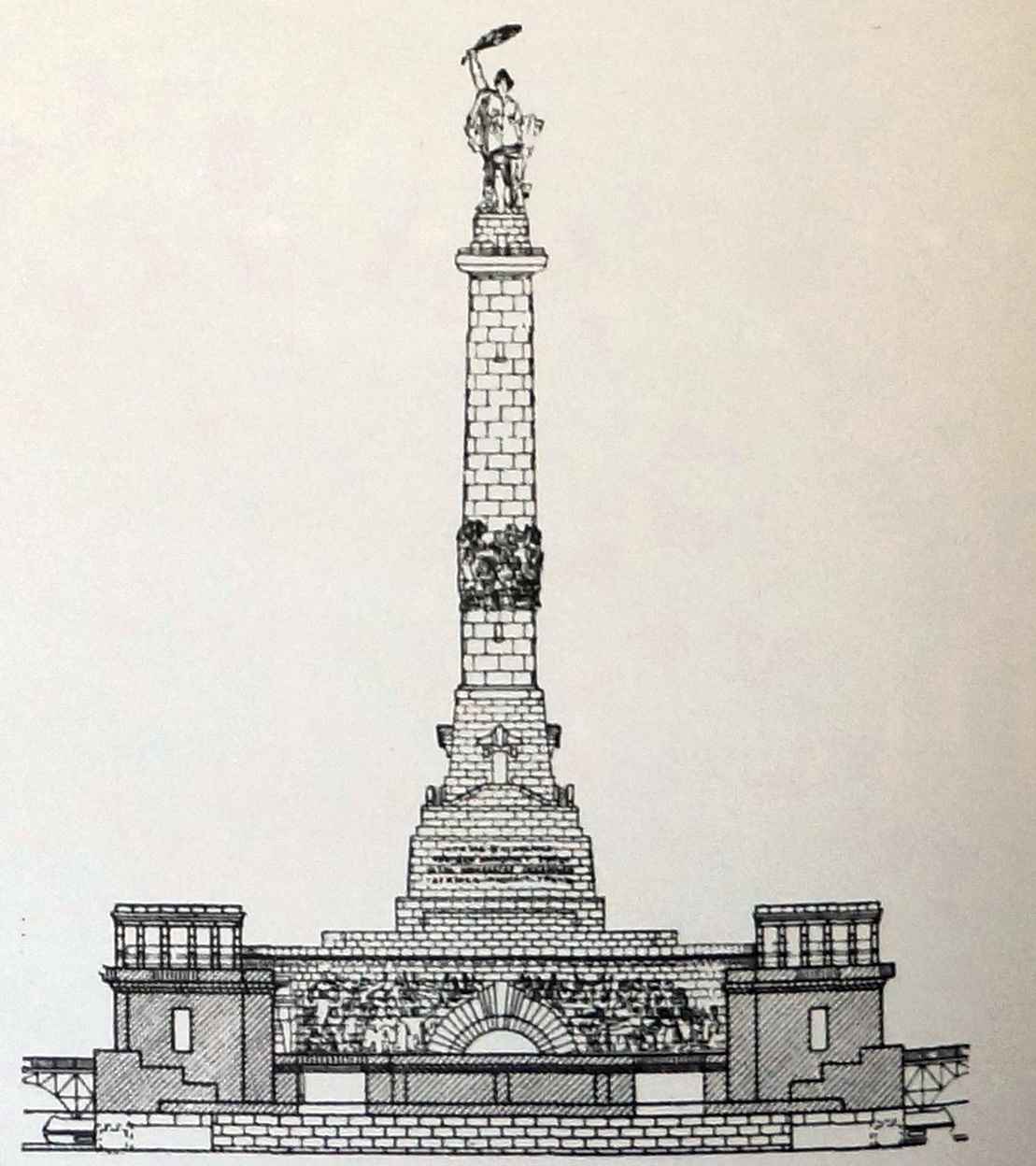
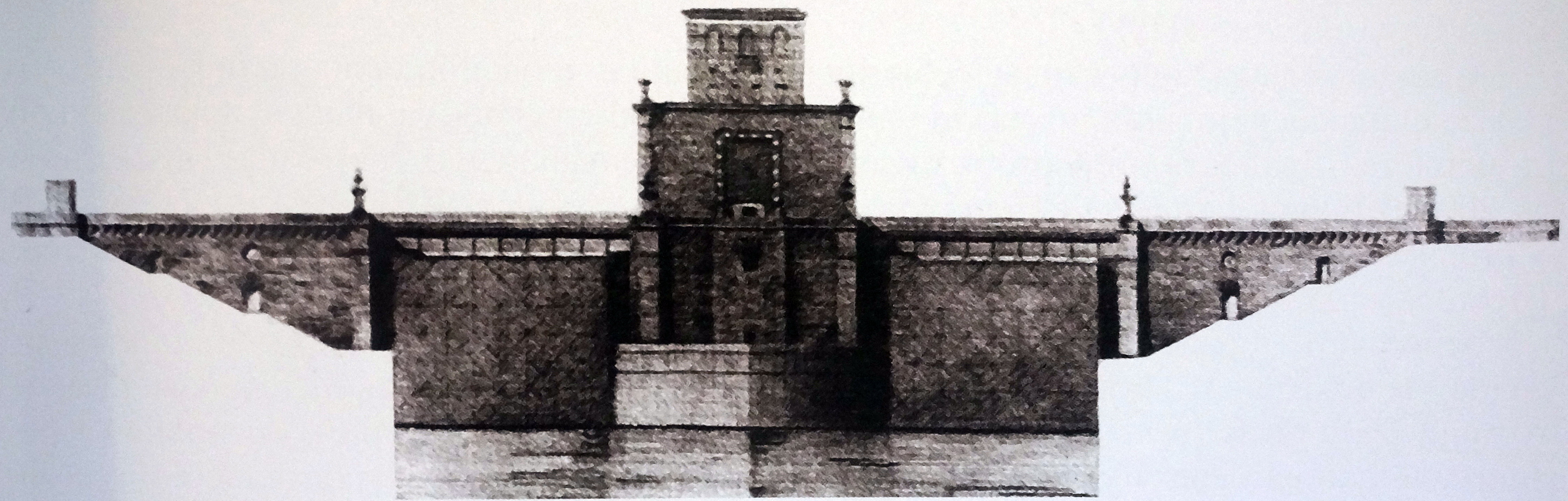
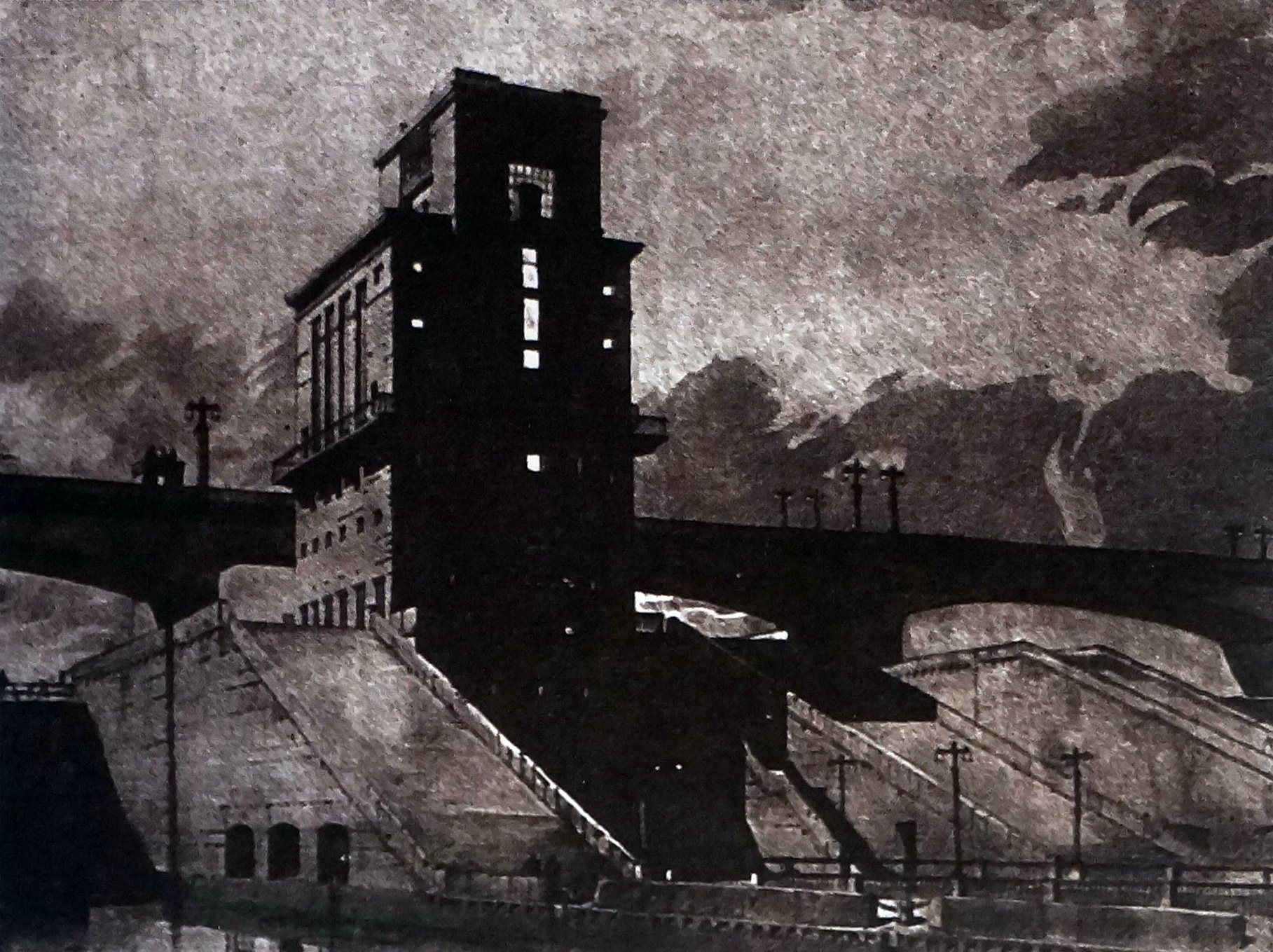
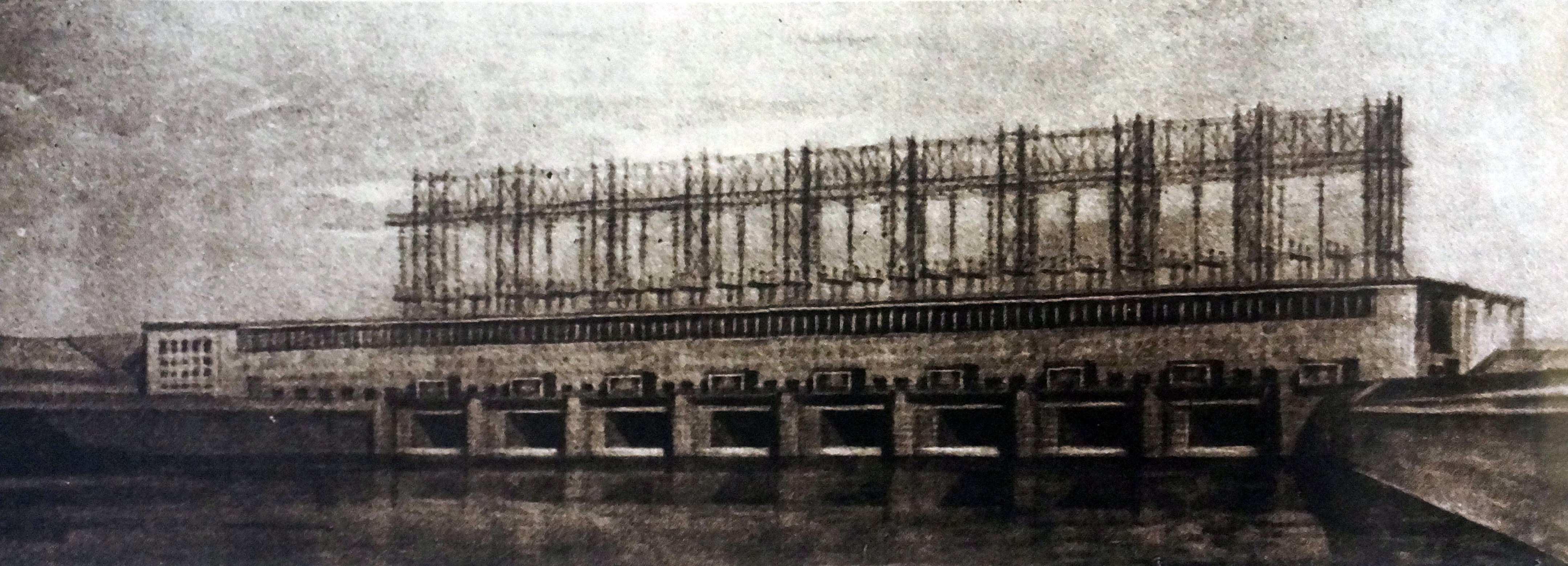
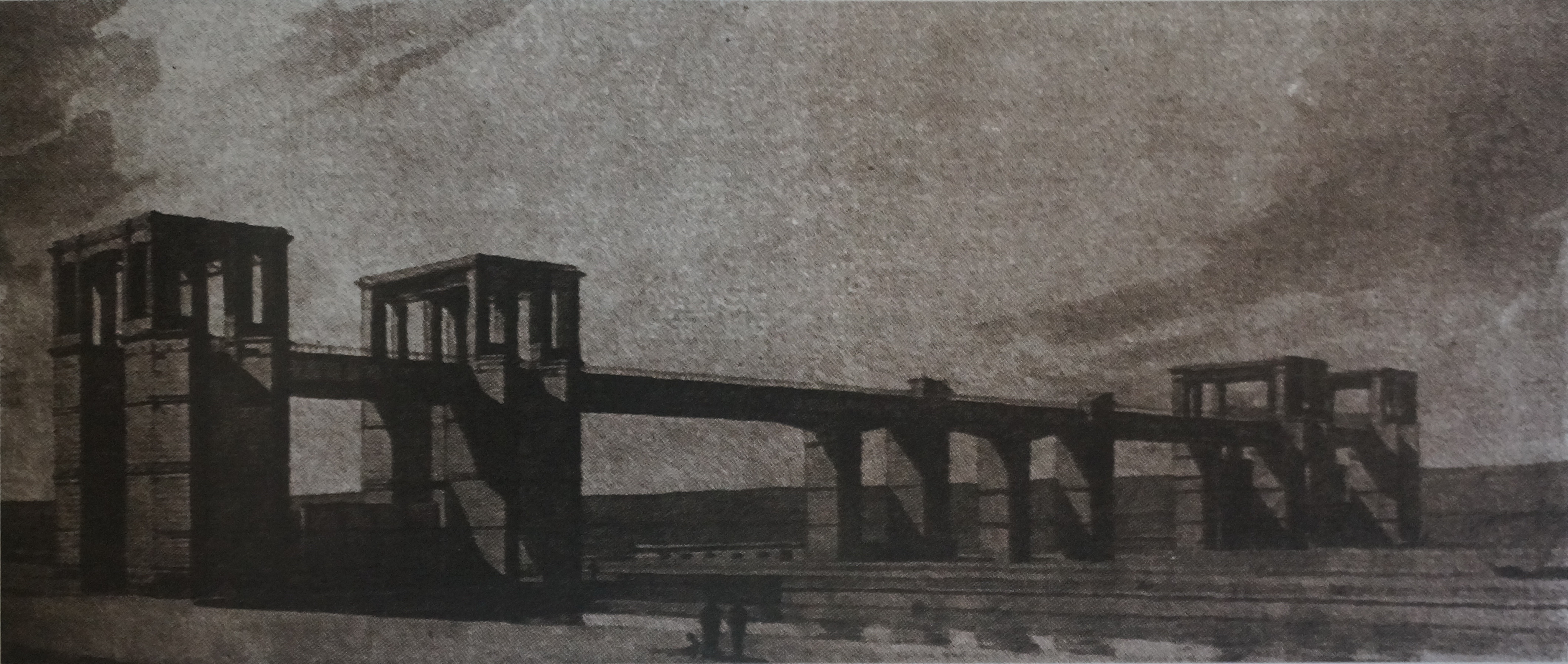

## Historie výstavby a provozu
S návrhem výstavby vodní elektrárny na Volze u města Žiguljovsk seznámil již v roce 1910 carskou vládou inženýr Gleb Maxmilianovič Křižanovský, který později stanul v čele Státní komise pro elektrifikaci Ruska (GOELRO). Na březích řeky byl v roce 1937 založen pracovní tábor Samarlag, který disponoval s 3 % lidských zdrojů celého systému GULAG, což v roce 1939 představovalo více než 36 000 vězňů. Přes dostatečnou pracovní sílu nedošlo k datu začátku Velké vlastenecké války k praktickému stavebnímu rozvoji, a to především k neustálým změnám v projektu, vyvolanými tlaky z centrálních složek na monumentalitu vodního díla. V roce 1941 byli vězni převedeni na práce při výstavbě Volžsko-baltského průplavu.
Po válce byl Stavební projekt vodní elektrárny Kujbyšev s výkonem 2 100 MW schválen 21. srpna 1950. O rok později začaly stavební práce na místě budoucí vodní elektrárny.
18. února 1951 začaly práce na zakládání suchých jam pro budoucí elektrárnu, v červenci začaly výkopové práce na základech pilířů zdymadel.
Na jaře 1952 začalo budování přepadové části přehrady.

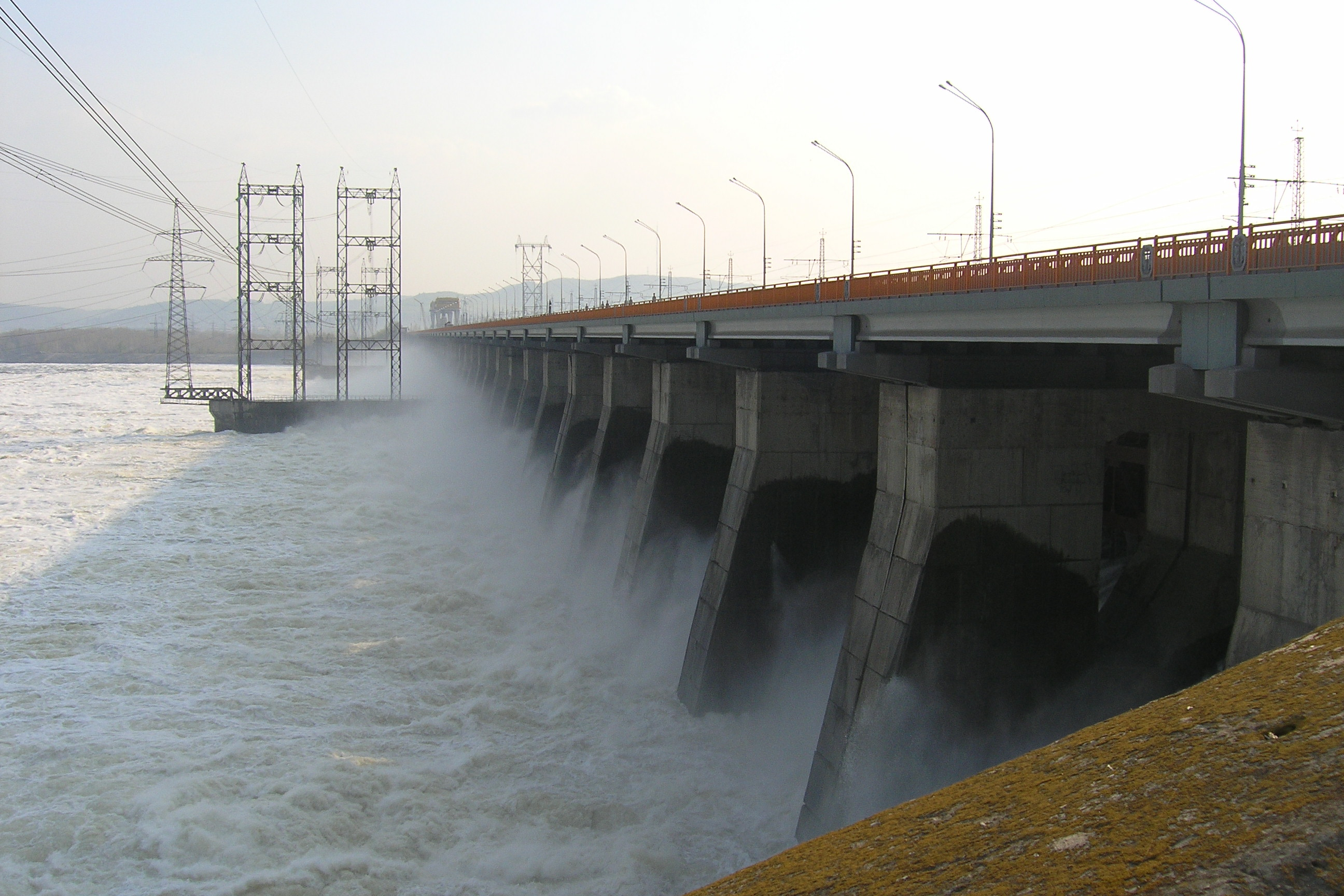
Přeliv směrem k budově elektrárny

V létě 1953 byly položeny první kubíky betonu do základů elektrárny. Byl dokončen vývoj jámy hlavních konstrukcí (kromě horních stavidel).
30. července 1955 proplula první loď prvním zdymadlem
24. října 1955 byla zaplavena jáma elektrárny a k průchodu vody propustmi elektrárny začalo 28. října. 23. dubna 1956 se řeka Volha přelila přes přepadovou přehradu
31. října 1955 byla Volha během 19,5 hodiny v celém profilu přehrazena.
29. prosince 1955 dodal první generátor během 18,18 minut první proud do sítě
12. května 1956 schválilo Ministerstvo výstavby elektráren konečnou koncepci elektrárny Kujbyšev: výkon 2 100 MW s roční produkcí 11 miliard kWh.  
6. října 1956 elektrárna vyrobila první miliardu kWh elektřiny
14. října 1957 elektrárna dosáhla plného výkonu. Do provozu byla uvedena poslední, 20. hydraulická jednotka.
10. srpna 1958 bylo rozhodnuto Vyhláškou předsednictva Nejvyššího sovětu SSSR o přidělení názvu Volžská vodní elektrárna Vladimíra Iljiče Lenina.
V říjnu 1958 bylo vodní dílo slavnostně přijato do plného provozu
V letech 1962–1964 byly provedeny rozsáhlé práce na rekonstrukci systému z napětí 400 kV na napětí 500 kV, což umožnilo zvýšit přenosovou kapacitu o 40 % do Moskvy a dokončit integraci energetických systémů elektrárny v oblasti Uralu.

## Zajištění pracovní síly
Technické parametry i způsoby výstavby Žiguljovské a Volžské elektrárny se nelišily. Výraznou rozdílnost lze však vysledovat v rychlosti budování díla, která má původ v odlišném zajištění lidských zdrojů. Po schválení projektu každé velké stavby Radou ministrů SSSR následoval požadavek na Ministerstvo vnitra na zřízení pracovního tábora nucených prací. V případě výstavby Kujbyševské elektrárny byl ve městě Stavropol na Volze vybudován tábor, který byl po sousední vesnici Kunějevka pojmenován Kunějevlag. Zatímco ve skladbě trestných činů vězňů Achtublagu, který zajišťoval práce na elektrárně Stalingrad, bylo 30 % vězňů odsouzeno za kontrarevoluční přečiny a více než polovina trestních sazeb spadala do kategorie odnětí svobody od 3 let do 5 let, v Kunějevlagu bylo v polovině roku 1951 odsouzeno pouze 7,8 % vězňů za politické zločiny, zatímco v táborech GULAG byl podíl těchto vězňů odhadován na 23 %. Po rozsáhlé amnestii po Stalinově smrti v roce 1953 zůstalo v Achtublagu 8 vězňů, zatímco Kunějevlag ke zbytkovému stavu přes 10 000 vězňů přijímal další vězně problémových kategorií. Výsledkem bylo, že elektrárna Stalingrad byla dostavěna civilními pracovníky a brigádami Komsomolu o tři roky později, než elektrárna využívající po celou dobu výstavby práci vězňů.

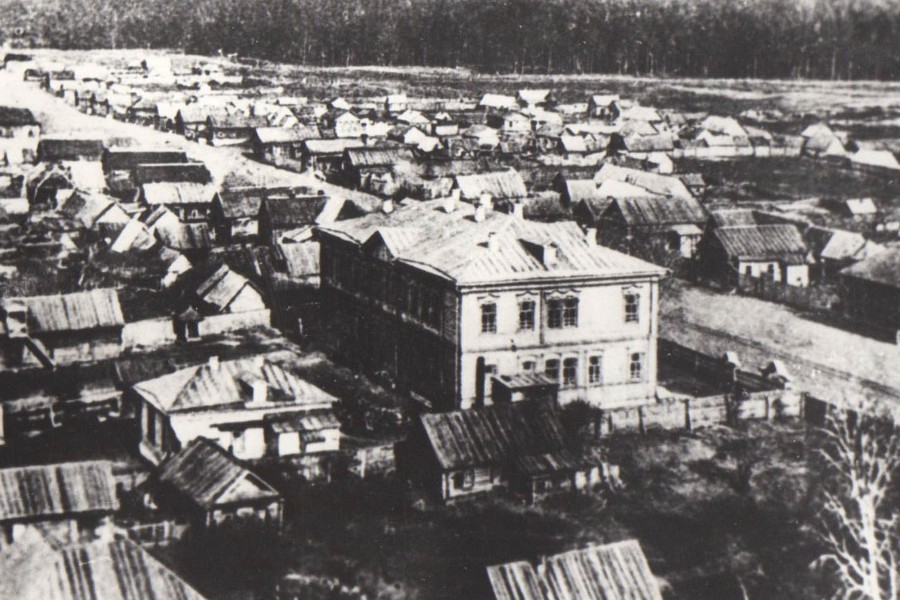
Stavropol na Volze před zatopením

Kunějevským táborem prošlo během stavby přes 200 000 vězňů. Mezi vězni byl například pozdější národní umělec Sovětského svazu Oleg Nikolajevič Chromušin (1927–2003), který byl odsouzen za vydání učebnice jazzové hudby. Mezi odsouzenými z Kunějevlagu byli i dva generálové a tři hrdinové Sovětského svazu.
Počet vězňů v táboře se lišil v závislosti na rozsahu stavebních prací v rozmezí od 1 253 do 46 507 lidí, což z něj učinilo jeden z největších nápravných pracovních táborů v SSSR. Veškerá činnost Kunějevlagu byla spojena s výstavbou vodní elektrárny Kujbyšev, zajatci tábora zajistili přípravu na výstavbu, vytvoření infrastruktury staveniště, včetně propojení železničních tratí a elektrických vedení, jakož i výstavbu a údržbu řady pomocných výrobních zařízení. Vězni v táboře byli aktivně využíváni při bytové výstavbě, stavěli celé čtvrti nového města Togliatti. Vězni také představovali hlavní pracovní sílu při budování základové jámy vodní elektrárny, hlavně díky jejich úsilí byla vybudována sypaná hráz a samotná budova vodní elektrárny.
Častá změna vězňů i ostrahy tábora byly příčinou porušování režimu pracovního tábora i komplikací na pracovištích. Svět civilních pracovníků a vězňů s lehčím režimem se prolínal specifickým způsobem, který doprovázel i budování dalších, zejména sibiřských, velkých děl i v dalších desetiletích. V samotném táboře docházelo k projevům organizovaného zločinu, k prolínání struktur vedení tábora s organizovanými složkami, svět za ostnatými dráty byl v prudkém rozporu s ideály nadšených komsomolců. Kromě nucené fluktuace vězeňské provázala stavbu i fluktuace civilní. Podle Togliatti Memorial došlo v roce 1952 k 18 projevům banditismu, v roce 1953 ke 4 vraždám a 53 násilným zraněním, v roce 1955 byla zaznamenána odmítnutí práce ve vyjádření 37 524 člověkohodin. K výraznému snížení počtu porušení táborového režimu přispěl až výnos Prezidia nejvyššího Sovětu ze dne 13. ledna 1953 o zavedení trestu smrti „pro členy gangů v táborech“.
Kunějevský nápravný tábor byl zrušen v souladu s nařízením Ministerstva vnitra SSSR ze dne 12. března 1958 a 9. srpna 1958 se uskutečnilo slavnostní otevření vodní elektrárny Kujbyšev. Usnesením Rady ministrů SSSR získala velká skupina stavebníků z řad vězňů z Kunějevlagu Státní vyznamenání za výstavbu. Kujbyševská vodní elektrárna se stala jedním z posledních velkých projektů v SSSR, při jejichž realizaci byla použita nucená práce vězňů

## Volžské vodní elektrárny na poštovních známkách
Význam velikých hydroenergetických děl byl častým námětem na poštovních známkách SSSR. Charakteristickým výtvarným schématem byla řada vysokých přelivových polí mizících v nekonečné dáli. Ve skutečnosti ani při vysokém počtu sovětských vodních elektráren nelze k takovému obrazu žádné konkrétní dílo přiřadit.

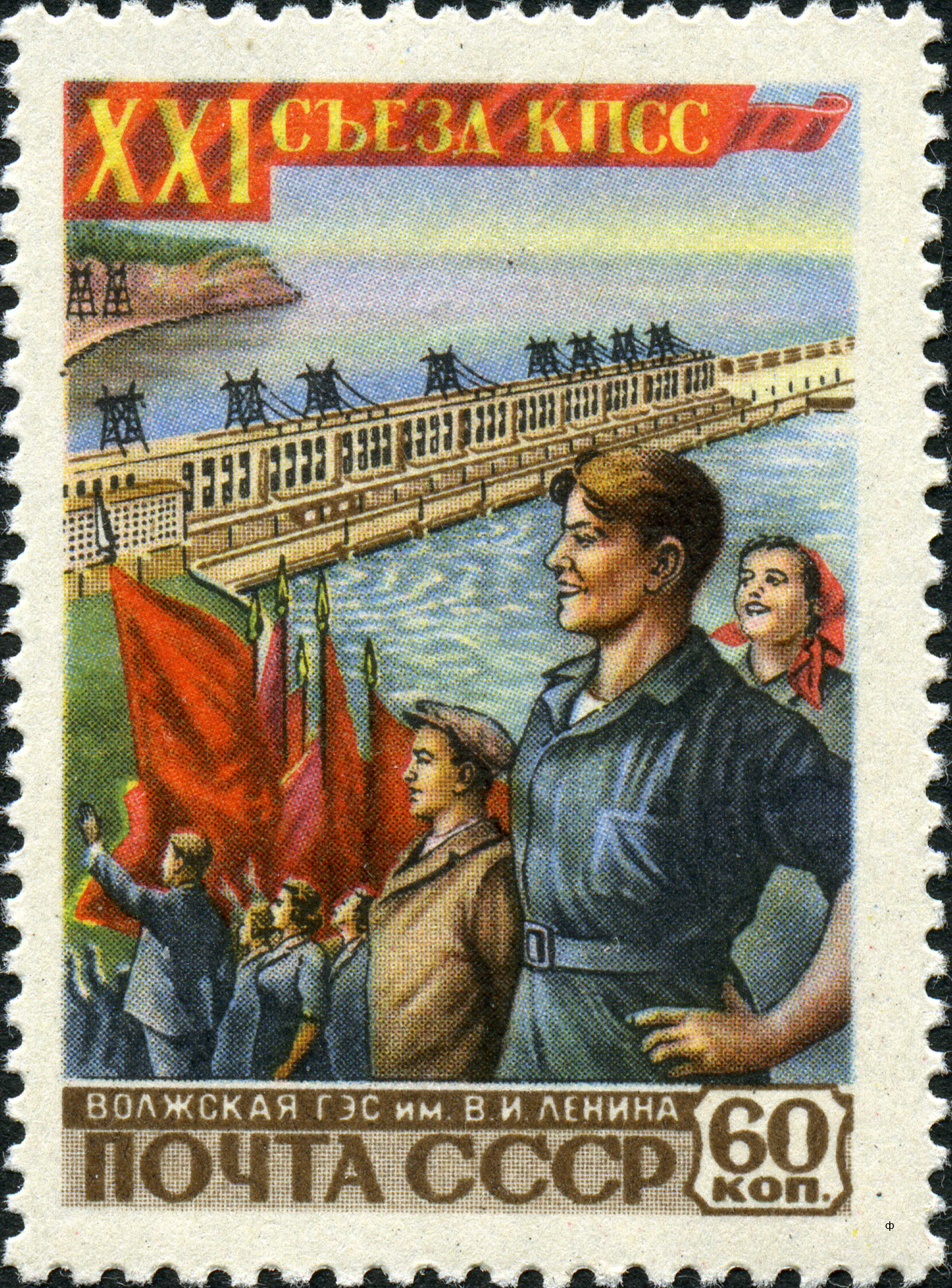
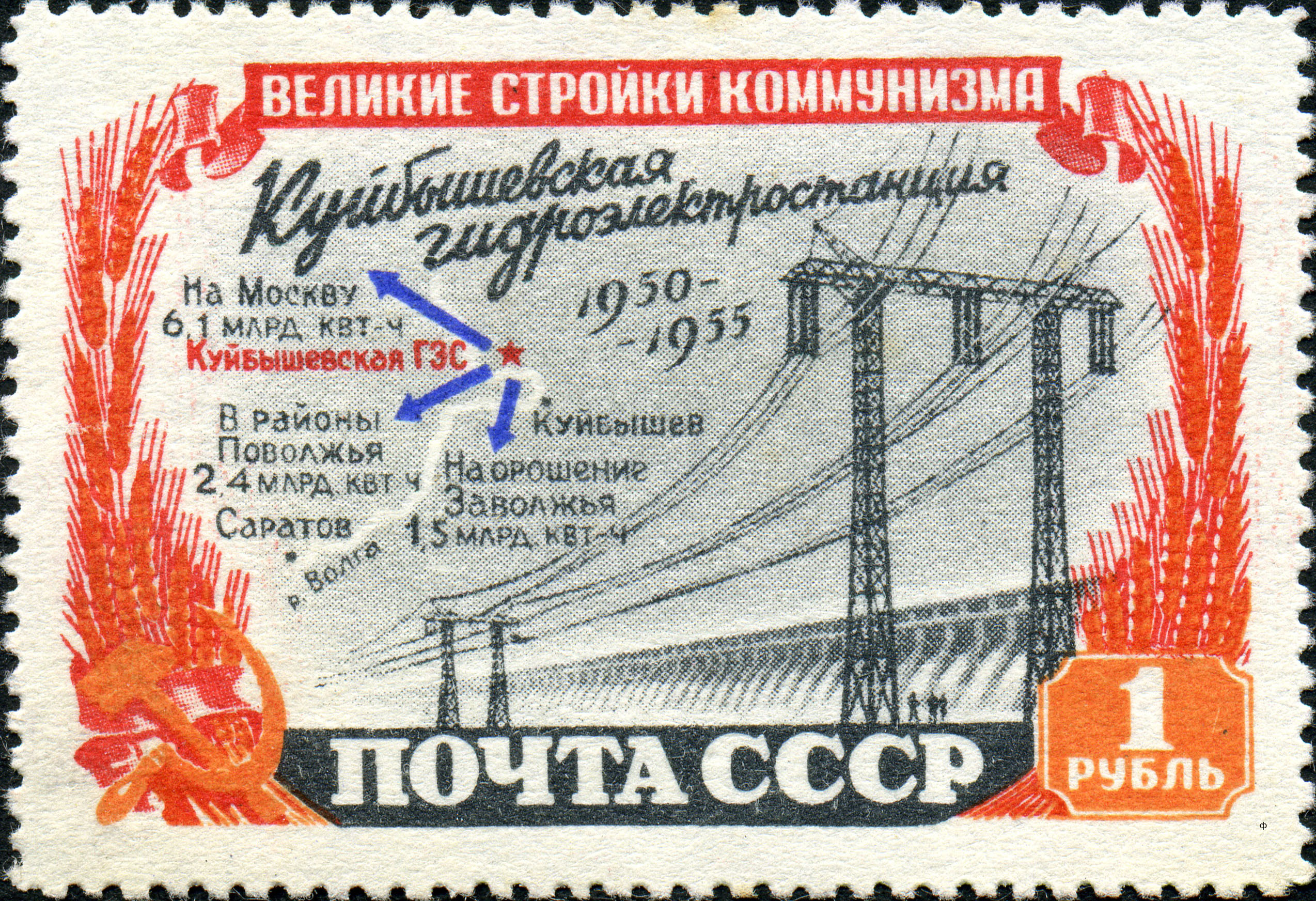
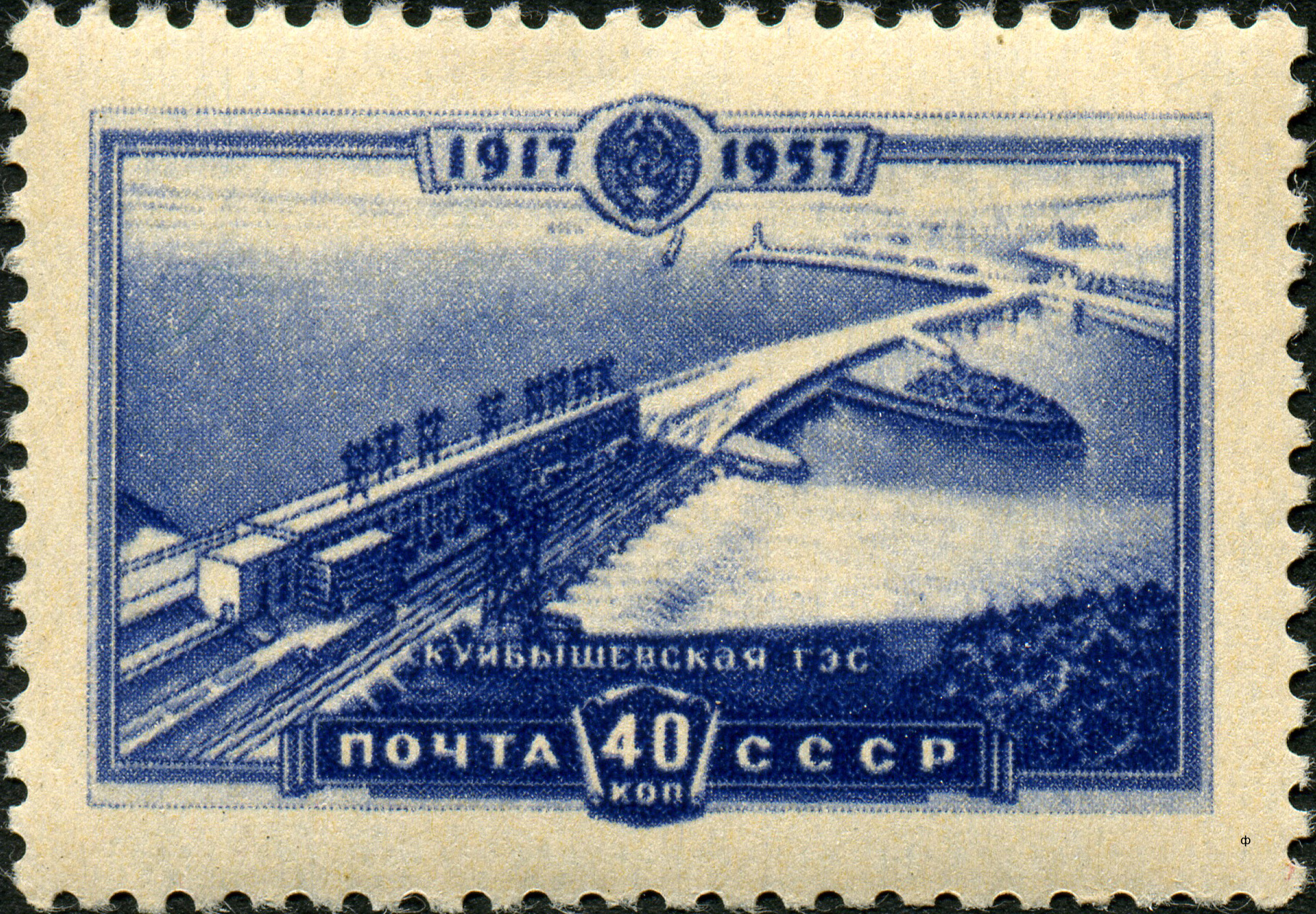
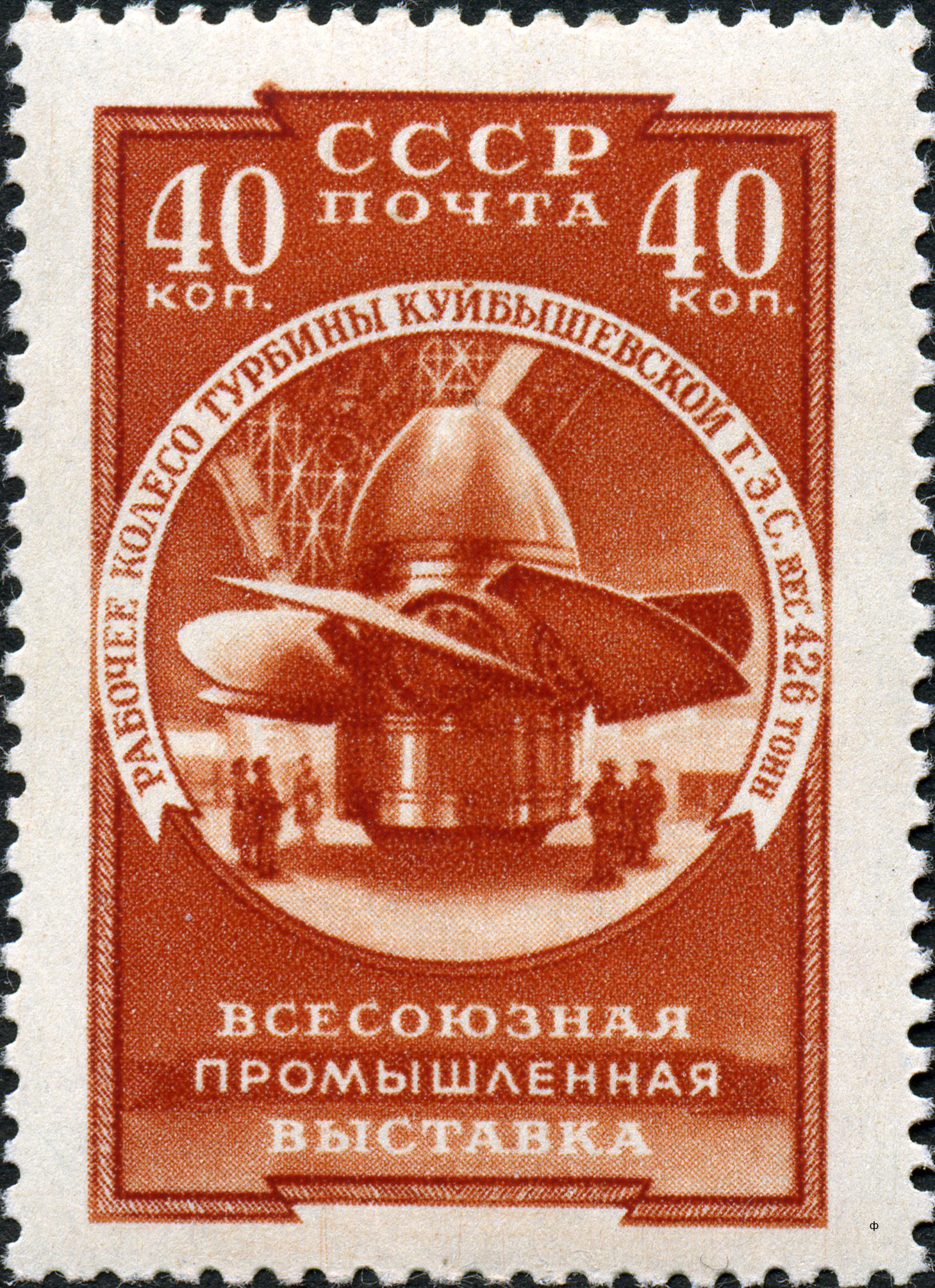
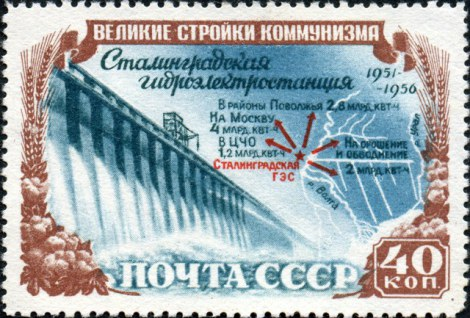

## Závěr
Nedaleko zatopeného Stavropolu na Volze vyrostlo na břehu přehradní nádrže moderní město, které dostalo jméno po tajemníkovi Italské komunistické strany Palmiru Togliattim (1893 -1964). Město Toljatti později proslulo automobilovými závody, jejichž výrobky značky Žiguli byly rozšířeny v mnoha zemích včetně Československa.
Spolu se sesterskou elektrárnou Stalingrad představovala Volžská elektrárna V.I.Lenina pro sovětskou ekonomiku 5 000 MW pohotové elektrické energie za doprovodu roční úspory 20 000 000 t uhlí. Veškeré technické vybavení pocházelo z vlastních továren a konstrukčních kanceláří. Energetické využití Volhy, nazývané matkou Rusů, mělo mimořádný politický význam. Během prvního spouštění energobloků na Volze došlo k sovětskému vítězství v boji o vesmír a přeměna středoasijských pouští na bavlníkové plantáže se zdála být otázkou krátkého času. Málokdo si dokázal představit, že o třicet let později se o Volžské kaskádě bude mluvit nejen jako o triumfu, ale i jako o tragédii Ruska.
Ztráta orné půdy zatopením rozsáhlých oblastí, ztráty ve výrobě kaviáru a zvyšující se slanost Kaspického jezera však budou i nadále snadno vyrovnány řešením rostoucí energetické spotřeby.  